# プロセスチーズ

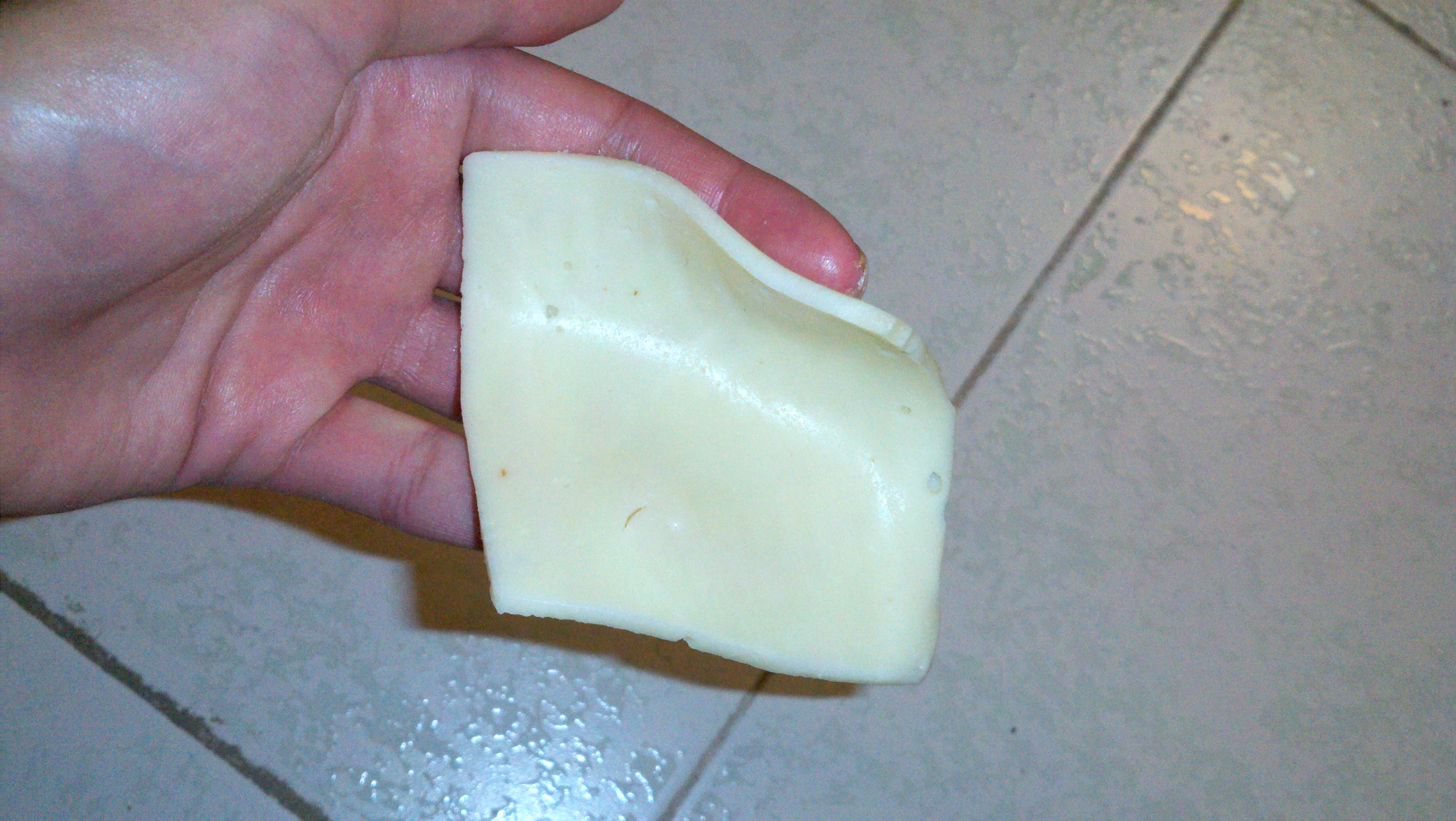
スライスされたプロセスチーズ

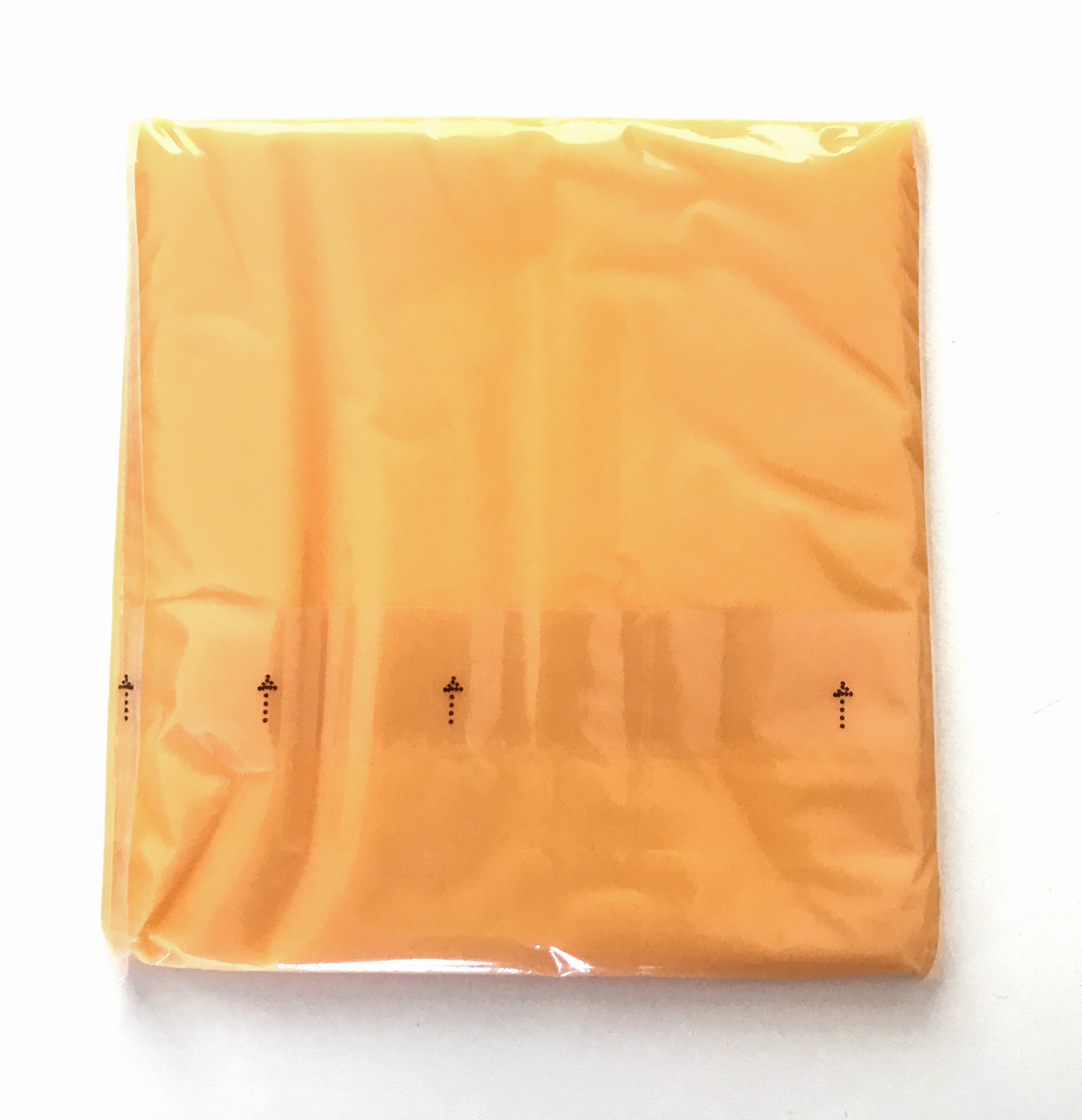
個包装されたアメリカンチーズ

プロセスチーズ（英: processed cheese、加工チーズ）は、ナチュラルチーズを加熱溶解して乳化させることにより作られるチーズの種別。チェダーやコルビーなどを原料とし、オレンジ色に着色されている場合はアメリカンチーズ（英: American cheese）とも呼ばれる。
1911年にスイス・Gerber社の Walter Gerber と Fritz Stattler によって発明された。

## 特徴
プロセスチーズは、複数のナチュラルチーズを加熱溶解し、水分と油が分離しないように乳化剤を混ぜ合わせることで製造される。乳化剤にはクエン酸塩やリン酸塩などが用いられる。また、様々な用途に合わせて植物油、着色料、pH調整剤やでん粉などの添加物が添加されることがある。チーズを加熱溶解する過程で細菌を不活化し、酵素を変性させるので熟成が止まるが、長期保存が可能になり味が均質になる。扇形やスライスチーズなどの様々な形に成形したり、中にナッツやフルーツなどを混ぜたりできるようになる。また、ナチュラルチーズと違い、加熱しても油が分離せず、味や食感の変化がない。

## 各国のプロセスチーズ

### ヨーロッパ
ドイツやスイスではチーズの長期保存の観点からチーズの缶詰の製造が研究されていた。そのような中、1911年にスイスのゲルベル社がスイスチーズを乳化溶融して扇形に成形したプロセスチーズを発明した。

### アメリカ

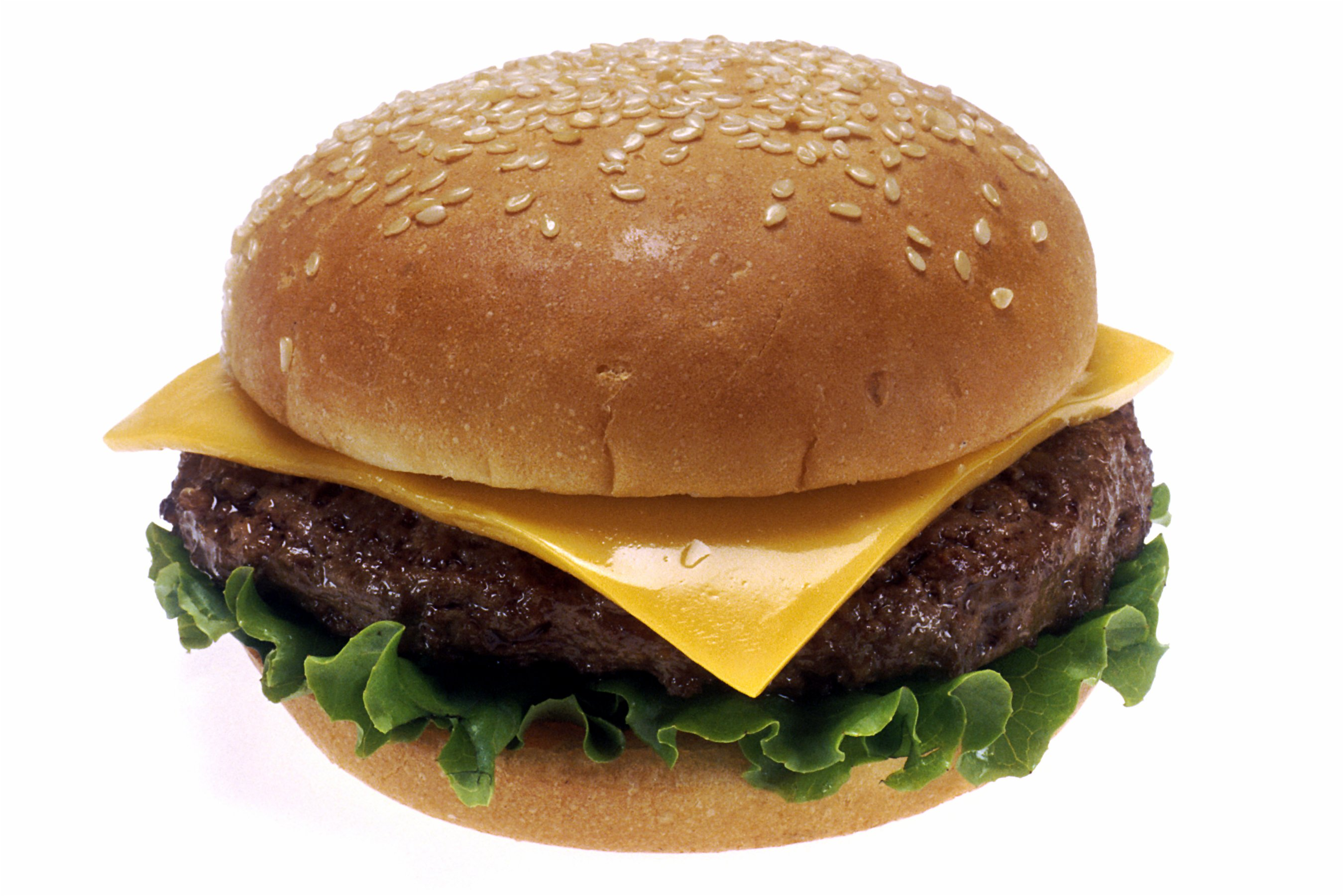
アメリカンチーズを挟んだチーズバーガー

アメリカでは1910年代に、クラフトフーヅの前身企業を設立したジェームズ・L・クラフトがアメリカンチェダーチーズを用いたプロセスチーズを作ることに成功。のちに同社は世界ーのプロセスチーズ製造会社となった。アメリカ食文化の一部として長く根付いていており、飲食店のチーズバーガーやピザにはプロセスチーズが利用されている。

### 日本
「乳及び乳製品の成分規格等に関する省令（昭和26年12月27日）」（厚生省令第52号）において以下のように規定されている。
日本ではゴーダチーズやチェダーチーズが原料に使われることが多い。プロセスチーズ販売の初期においてはブロック状の製品が市場を占めており、固形石鹸を想起させたことやチーズ独特の匂いや香りから敬遠され一部の嗜好品に過ぎなかった。その後、食の欧米化が進行し多種多様な乳製品が食生活にも浸透し、パン食の普及と共にシート状に薄く整形したスライス・チーズ、わずかな加熱で容易に溶けるチーズなどが販売されるようになる。一部の輸入食料品を扱う専門店や高級百貨店以外ではプロセスチーズしか入手できなかったため、日本人にとってチーズと言えばプロセスチーズを意味していた。
海外産の各種チーズが一般のスーパーマーケットでも販売されるようになっていくと、プロセスチーズのシェアはナチュラルチーズに押されていくようになったが、味にクセがなくハンバーガーやサンドイッチなどのパン食や料理の具材として、また味覚の多様化により果汁や果肉が入ったチーズ、アーモンド等のナッツや穀類が入ったチーズ、チューブ入りチーズ、ヨーグルト状チーズ、6Pチーズなどの個包装チーズ等の需要は依然として高い。